# Air-Illinois-Flug 710
Am 11. Oktober 1983 verunglückte eine Hawker-Siddeley HS 748 auf dem Inlandslinienflug Air-Illinois-Flug 710 (Flugnummer IATA: UX710, Funkrufzeichen ILLINOIS 710) von Chicago über Springfield, Illinois nach Carbondale (Illinois), wobei alle 10 Insassen starben.

## Maschine
Das Flugzeug war eine etwa 11 Jahre alte Hawker Siddeley HS-748-2A (Luftfahrzeugkennzeichen:N748LL, Werknummer:1716), die mit 2 Triebwerken des Typs Rolls-Royce Dart 535-2 ausgestattet war. Die Maschine absolvierte ihren Erstflug mit dem Testkennzeichen G-11-3. Sie wurde am 10. Oktober 1973 an Air Illinois ausgeliefert, mit dem Luftfahrzeugkennzeichen N748LL zugelassen und von dieser Fluggesellschaft bis zum Unfall betrieben. Das Flugzeug absolvierte insgesamt 21.182 Flugstunden und 32.350 Landungen. Das Lufttüchtigkeitszeugnis wurde am 10. Oktober 1973 ausgeteilt.

## Besatzung und Passagiere
Den Flug auf dem Flugabschnitt von Springfield nach Carbondale hatten sieben Passagiere angetreten. Die dreiköpfige Besatzung bestand aus einem Flugkapitän, einem Ersten Offizier und einer Flugbegleiterin.
- Flugkapitän Lester R. Smith (32) wurde von Air Illinois am 12. Dezember 1978 eingestellt und am 18. Dezember 1980 zum Kapitän auf der HS-748 befördert, auf der er 3.170 seiner 5.891 Flugstunden verbrachte.
- Der Erste Offizier Frank S. Tudor (28) wurde von Air Illinois am 18. Februar 1980 eingestellt und am 22. September 1981 Erster Offizier auf der HS-748. Er musste eine Sehhilfe tragen.
- Darüber hinaus befand sich die Flugbegleiterin Barbara Huffman an Bord.

## Wetter
Für den Abend des Unfalltags prognostizierte der National Weather Service das Auftreten von Wolkenschichten von 2.000–3.000 ft (610–915 m) bis in 20.000 ft (6.100 m). Teilweise unterschritten die Wolken 1.000 ft (305 m) und die Sichtweite 3 Meilen (4,8 km) in Regen und Nebel. Einzelne Wolken reichten bis in 40.000 ft (12.200 m). Die einhergehenden Gewitter sorgten laut Vorhersage für teils schwere Turbulenzen, Vereisung und Windscherungen in Bodennähe.

## Unfallhergang
Alle Uhrzeiten in CDT angegeben
Um 20:05 Uhr landete die Maschine in Springfield und lag damit 45 Minuten hinter dem Zeitplan. Das Flugzeug wurde betankt.
Dem Flugplan entsprechend sollte der Flug mit einer Reiseflughöhe 9.000 ft (2.740 m) Meereshöhe unter Instrumentenflugregeln stattfinden. Als die Piloten die Freigabe zum Instrumentenflug erfragten, baten sie um eine Änderung der Reiseflughöhe auf 1.500 m. Um 20:16:00 Uhr wurde das Flugzeug zum Rollen zur Piste 18 freigegeben. Um 20:19:40 Uhr wurde die Startfreigabe erteilt.
Nach dem Start meldeten die Piloten um 20:21:14 Uhr bei der Abflugkontrolle des Flughafens das Durchsteigen von 1.500 ft (450 m) Höhe; der Lotse wiederum wies einen Steigflug auf 5.000 ft (1500 m) und direkten Kurs auf das VOR Carbondale an.
Die Piloten meldeten der Flugsicherung um 20:21:34 Uhr, dass sie ein kleines Elektrikproblem haben, aber trotzdem den 40-minütigen Flug nach Carbondale fortsetzen und den Lotsen auf dem Laufenden halten („keep advised“) werden. Die Frage, ob sie umkehren würden, verneinten sie. Um 20:22:10 Uhr meldeten die Piloten, sie würden gerne so tief wie möglich fliegen und erhielten die Erlaubnis, eine Höhe von 3.000 ft (915 m) zu halten.
Um 20:26:03 Uhr meldeten die Piloten dem Tower in Kansas City ihre aktuelle Flughöhe von 3.000 ft. Kurz darauf meldete Kopilot Tudor eine Batterienspannung von 22 Volt
Um 20:27:24 Uhr bat Kapitän Smith darum auf 2.000 ft (610 m) sinken zu dürfen, selbst wenn er dafür in den Sichtflug gehen müsse. Der Fluglotse lehnte aber ab, da dies unter der niedrigsten freigebbaren Höhe lag, zumal dann auch keine Radarüberwachung mehr möglich wäre. Deswegen verblieb das Flugzeug auf seiner Höhe. Laut einem Funkspruch vom Ersten Offizier Tudor betrug die elektrische Spannung 22,5 V
Um 20:33:07 Uhr trat Flugbegleiterin Huffman ins Cockpit und meldete, dass nur wenige Lichter in der Kabine noch leuchten würden. Smith ordnete daraufhin an, die Passagiere darüber aufzuklären, dass „ein kleines elektrisches Problem“ vorliege und er deswegen alle unnötigen Lichter abgeschaltet hat, aber er trotzdem nach Carbondale weiterfliegt.
Um 20:38:41 Uhr sagte Tudor zu Smith: „Well, when we. . . .started losing the left one I reached up and hit the right [isolate button] trying to isolate the right side [be]cause I assumed the problem was the right side but they [the generators] both still went off.“ („Also, als wir begannen den linken Generator zu verlieren, drückte ich den rechten [Isolationsknopf], um die rechte Seite zu isolieren, aber sie [die Generatoren] fielen trotzdem beide aus.“)
Die Piloten begannen dann, einzelne, nicht benötigte Flugzeugsysteme auszuschalten wie die Navigationslichter, das Kollisionswarnlicht, Distance-Measuring-Equipment-Instrumente, das Wetterradar, die Hauptkabinenbeleuchtung, eines der Hauptfunkgeräte, ein Kühlgebläse und den Transponder, um den Stromverbrauch zu senken, die Batterien zu schonen und so Carbondale doch noch zu erreichen.
Um 20:49:23 Uhr erfolgte der letzte Funkkontakt mit der Hawker Siddeley, als die Piloten gebeten wurden ihre Funkfrequenz zu wechseln und sie dies daraufhin bestätigten. Kurz darauf fiel die angezeigte Spannung auf 13 V und die Instrumente begannen zu versagen (We're losing everything, . . .down to about thirteen volts).
Nachdem um 20:51 Uhr auch noch der Radarkontakt abbrach, beabsichtigte Smith einen Sinkflug auf 2.400 ft (730 m) und bat Tudor darum, die Höhe im Auge zu behalten und eine Taschenlampe bereitzuhalten.
Das Flugzeug zerschellte auf einem Feld mit einem Nickwinkel von 8° nach unten sowie einer Querneigung von 33° nach rechts. Alle 10 Insassen kamen bei dem Aufprall ums Leben.

## Unfalluntersuchung
Bei der Überprüfung der Elektrik stellten die Ermittler zunächst keine Auffälligkeiten fest. Der Wechselrichter war zwar verbeult, dies war jedoch auf die Aufprallkräfte zurückzuführen. Die Ermittler stellten fest, dass er beim Aufprall funktioniert hatte. Die Drähte waren sauber und zeigten keine Hinweise auf Kurzschlüsse. Die Maschine verfügte über vier Nickel-Cadmium-Batterien mit jeweils 18 Zellen, die von zwei Generatoren gespeist wurden. Die Ermittler konnten zehn intakte Zellen an der Absturzstelle bergen, die allesamt in gutem Zustand waren. Es waren daran keinerlei Anzeichen für Lichtbögen oder Kurzschlüsse finden. Die Ermittler stellten allerdings fest, dass die Batterien vollständig entladen waren.
Die Flugzeugtriebwerke treiben eine Generatorwelle an, die einen mit einer Kupferspule
umwickelten Metallkern, den Anker, in Drehung versetzt. Der Anker rotiert zwischen zwei Magnetpolen und erzeugt so Strom. Bei der Überprüfung der Generatoren stellten die Ermittler fest, dass der Bindedraht des linken Generators, der den Anker während der Rotation zusammenhält, sich gelöst hatte, nachdem die Lötstelle des Bindedrahts aufgrund einer Überhitzung des Generators geschmolzen war. Der gelöste Bindedraht blockierte den rotierenden Anker, sodass der Generator ausfiel. Die Ermittler konnten auch bestimmen, dass dies geschehen war, als die Maschine noch in der Luft war.
Es stellte sich heraus, dass kurz nach dem Start der linke Stromgenerator versagte, aber Kopilot Tudor fälschlicherweise den rechten Generator isolierte.
Die Maschine hatte zwei Flugschreiber: Einen Flugdatenschreiber des Typs Lockheed 209E und einen Stimmenrekorder des Typs Fairchild A-100. Obwohl der Flugdatenschreiber in zwei Teile zerbrach, verblieb die Speichereinheit intakt. Trotzdem fiel auf, dass mehrere Parameter ungültig waren. Am deutlichsten war dies beim aufgezeichneten Drehmoment beider Triebwerke und der Beschleunigung in der Vertikalen. Außerdem brach die Aufzeichnung noch vor dem Aufschlag ab.
Die aufgezeichneten Gespräche des Stimmenrekorders begannen vier Minuten nach dem Start und wurden immer langsamer wiedergegeben. Zunächst mit einer Rate von 2,5 s/min sank sie ab 20:50:38 so schnell, bis am Ende (20:54:16) die Wiedergabegeschwindigkeit 58 % gegenüber dem Normalbetrieb erreichte.
Auf den Aufnahmen äußerte der Erste Offizier Tudor, dass der linke Generator keine Spannung habe, der rechte hingegen 27,5 Volt. Er fügte allerdings hinzu, dass er ihn nicht ans Netz bekäme. Er äußerte außerdem, dass er zunächst geglaubt habe, der rechte Generator sei defekt und dass er zunächst diesen isoliert hatte. Er sagte an, dass er nun den linken, korrekten Generator isoliere. Die Ermittler gingen der Frage nach, warum der Erste Offizier den rechten Generator nicht zurückholen konnte und untersuchten die Schalteinheit des Generators, die durch den Aufprall schwer beschädigt war.
Es gab bei Air Illinois nur fünf Piloten, die die HS 748 flogen. Bei der Befragung gaben drei davon an, dass zwischen dem 21. September und dem 2. Oktober es zu gehäuften Vorkommen von Generatorausfällen, Spannungsregulationsproblemen und Überspannungen kam. Diese wurde jedoch nicht ins Logbuch eingetragen, da diese entweder sehr kurzfristig waren und sich die Probleme von selbst lösten oder die Wartung bereits informiert war. Tatsächlich war es gelebte Praxis, dass Vorfälle entweder auf einem extra Papier eingetragen wurden oder direkt der Wartung mitgeteilt wurden. Letztlich konnte festgestellt werden, dass zwei Wochen vor dem Absturz der rechte Generator fast täglich Probleme gemacht hatte, die alle Piloten, die die HS 748 flogen, schon einmal miterlebt hatten. Der Erste Offizier Tudor ließ sich von diesen Erfahrungen in die Irre führen und isolierte den rechten Generator, nachdem es im Flug zu den Elektrikproblemen gekommen war.
Die Ermittler berechneten, dass der gewöhnliche Stromverbrauch der HS-748 im Flug bei 200 Ampere lag und dass er auf 70 Ampere hätte reduziert werden müssen, damit die Maschine Carbondale noch hätte erreichen können. Die Piloten senkten den Stromverbrauch allerdings durch ihre Maßnahmen nicht ausreichend, sondern nur auf 110 Ampere.
Die Batterien haben vollständig geladen eine Spannung von 24 Volt. Acht Minuten nach dem Generatorausfall war die Spannung auf 22,5 Volt gesunken, weitere sieben Minuten später betrug die Spannung noch 21,5 Volt. Der Erste Offizier äußerte sich daraufhin zuversichtlich, dass sie Carbondale erreichen würden, schließlich hatten sie mit der Maschine zu diesem Zeitpunkt mehr als die Hälfte der Flugstrecke zurückgelegt. Weitere neun Minuten später sank die Spannung auf 20 Volt. Die Piloten glaubten, alles würde gut laufen, als Minuten später der Funk ausging und die Batterie plötzlich binnen kurzer Zeit einen Spannungsabfall auf 13 Volt hatte. Was den Piloten nicht bewusst war, war, dass Nickel-Cadmium-Batterien bis kurz vor dem Ende eine relativ gleichmäßige Spannung anzeigen. Damit unterscheiden sie sich von Bleisäurebatterien, bei denen Spannung mit zunehmender Entladung allmählich abnimmt.
Die Ermittler stellten fest, dass die Piloten während des Fluges lediglich über die Voltzahl, also die Batteriespannung sprachen, nicht aber über die Ampèrezahl. In der Folge befragten die Ermittler verschiedene Piloten von Air Illinois, wie lange die Batterien bei einem Generatorausfall halten würden und erhielten abweichende antworten. Sie stellten insofern Defizite in der Ausbildung der Piloten hinsichtlich der Risikoeinschätzung bei einem doppelten Generatorausfall fest, auch wenn die Fluggesellschaft angab, die Piloten seien für einen solchen Fall geschult gewesen.
Die Ermittler gingen ferner der Frage nach, warum die Piloten nicht auf einen der fünf auf der Route gelegenen Regionalflughäfen Litchfield, Vandalia, Greenville, Salem oder Centralia ausgewichen waren. Sie stellten fest, dass der Flugkapitän selbst in Carbondale wohnte und sich offenbar davon in seiner Entscheidungsfindung signifikant hatte beeinflussen lassen. Kollegen berichteten kritisch darüber, dass der Kapitän sich allzu sehr für seine Pünktlichkeit rühmte und es nicht ungewöhnlich für ihn war, Risiken einzugehen. So sei er etwa oft nah an Gewittern vorbeigeflogen oder durch diese hindurch, um Zeit zu sparen. Auf Anmerkungen von Kollegen habe er boshaft reagiert und sei oft so schnell geflogen, dass der Geschwindigkeitsalarm anging. Er habe dann seine jeweiligen Ersten Offiziere angewiesen, die Geschwindigkeitswarnung abzuschalten. Die Ermittler erfuhren durch Interviews mit Pilotenkollegen, dass dieser Druck, Zeitpläne einzuhalten, nicht von der Geschäftsleitung, sondern vom Kapitän selbst kam. Der Erste Offizier habe sich allzu zurückhaltend verhalten, als er der Entscheidung des Kapitäns, nach Carbondale zu fliegen, nicht widersprach.
Die Ermittler gingen der Frage nach, warum der Flugkapitän auf 2.400 Fuß sinken wollte. Sie stellten anhand der Wetterdaten fest, dass sich die Wolkendecke in 2.000 Fuß Höhe befand und schlossen daraus, dass der Kapitän unter die Wolkendecke fliegen wollte, um etwas zu sehen.
Schließlich gingen die Ermittelnden der Frage nach, wieso die Maschine nach dem Stabilisieren in den letzten Minuten in entgegengesetzter Richtung zur Flugrichtung abgestürzt war. Die Ermittler stellten fest, dass der Kurskreisel des Künstlichen Horizonts, der sich im Normalbetrieb mit einer Geschwindigkeit von 15.000 Umdrehungen pro Minute dreht, nach dem Stromausfall noch einige Minuten weiter rotierte, wodurch es für die Piloten aussah, als würde der Künstliche Horizont noch funktionieren. Tatsächlich zeigte dieser bedingt durch den Abfall der elektrischen Leistung keine zuverlässigen Werte mehr an. Während das Instrument also in der Endphase nach links kippte, korrigierte der Pilot nach rechts, was den Kurswechsel in den letzten Minuten erklärt. Die Maschine lag schräg in der Luft, verlor dadurch an Höhe und prallte schließlich mit rechtswärtigem Rollwinkel auf dem Boden auf.
In ihrem Abschlussbericht gaben die Ermittler dem Flugkapitän die Hauptschuld an dem Unfall, da dieser nach dem Stromausfall entschieden habe, nach Carbondale weiterzufliegen, statt nach Springfield umzukehren. Das Flugzeug sei also abgestürzt, weil der Kapitän nach dem Ausfall der Generatoren zu der fahrlässigen Entscheidung gekommen war, mit Batterieleistung nach Carbondale weiterzufliegen.

## Folgen
Die Ermittler bemängelten das Crew-Resource-Management-Training. Ein effektives Crew-Resource-Management-Training sollte vermitteln, dass man bei Problemen im Cockpit als Team handeln muss. Erste Offiziere sollten ermutigt werden, die Entscheidungen und Handlungen des Kapitäns aktiv und kritisch zu hinterfragen.
Das NTSB empfahl zudem, bei Verkehrsflugzeugen den Künstlichen Horizont im Falle eines Stromausfalls separat mit Strom zu versorgen. 1997 wurden diese Empfehlungen fortgesetzt. Seitdem läuft der Kurskreisel auch nach einem vollständigen Stromausfall noch für 30 Minuten zuverlässig weiter, sodass die Piloten weiterhin einem Kurs folgen oder das Flugzeug geradehalten können.
Sechs Monate nach dem Unfall meldete Air Illinois den Konkurs an und stellte den Betrieb ein.